# Dinaburg FC
Dinaburg FC was een Letse voetbalclub uit Daugavpils en werd in 1990 opgericht. De club speelt in het Celtnieks Stadion (capaciteit 4 070).
De club kwalificeerde zich in 2006 voor de Intertoto Cup maar verloor in de eerste ronde van het Schotse Hibernian FC met 5-0 in Edinburgh en 0-3 in Daugavpils. Dankzij een fusie met stadgenoot FK Daugava Daugavpils en bekerwinnaar in het seizoen 2008, en met behoud van de naam Dinaburg FC, speelde de club in de eerste editie van de UEFA Europa League en kwam ze uit in de Virslīga.
In oktober 2009 wordt de club per direct uit de competitie genomen en terug gezet naar de Letse tweede divisie vanwege gokpraktijken en het verkopen van wedstrijden. Ook in 2007 werd de club al eens bestraft vanwege een gokincident. De licentie in de Virslīga werd door de Letse voetbalbond aan fusiegenoot FC Daugava gegeven. Dinaburg werd in 2010 opgeheven.

## Naamsveranderingen
1990: opgericht als Celtnieks Daugavpils
1992: BJFK Dauvagpils
1993: Auseklis Daugavpils
1995: Vilan Daugavpils
1996: FC Dinaburg Daugavpils
2009: Dinaburg FC (na fusie met FK Daugava Daugavpils)

## Erelijst
Beker van Letland
winnaar in 1991
finalist in 1970, 2001

## In Europa
Dinaburg FC speelt sinds 1996 in diverse Europese competities. Hieronder staan de competities en in welke seizoenen de club deelnam:
- Europa League (1x)

2009/10
- Europacup II (1x)

1997/98
- UEFA Cup (2x)

1996/97, 2001/02
- Intertoto Cup (8x)

1998, 2000, 2002, 2003, 2004, 2005, 2006, 2007